# Martin Kelly
Martin Kelly (Whiston (Merseyside), 27 april 1990) is een Engels voetballer die doorgaans in de verdediging speelt. Hij tekende in augustus 2014 bij Crystal Palace, dat hem voor een niet bekendgemaakt bedrag overnam van Liverpool. Kelly debuteerde in 2012 in het Engels voetbalelftal.

## Liverpool
In de zomer van 2007 komt Kelly bij het eerste van Liverpool. In een interview op de officiële Liverpool site praat hij met vreugde over zijn stap naar het eerste elftal, ondanks dat hij twee jaar niet gevoetbald heeft vanwege problemen.
Kelly kwam in Gary Abletts team dat in het seizoen 2007-2008 de Reserve Premier League won. Hij speelde in de finale om de Dallas Cup 2008 tegen Club Tigres. Liverpool won de wedstrijd met 3-0 en Kelly scoorde de tweede goal.
In de voorbereiding op het seizoen 2008-2009 krijgt Kelly een rugnummer in het team van Rafael Benítez. Hij werd voor het eerst opgeroepen voor het eerste in november 2008 tegen Olympique Marseille. Hij bleef de hele wedstrijd op de bank. Niet lang daarna (9 november 2008) werd hij opgeroepen voor de wedstrijd tegen PSV. Hij kwam erin voor Jamie Carragher.
Rafael Benítez suggereerde dat het vertrek van Sami Hyypia een kans voor Kelly moet mogelijk maken. Kelly's vooruitgang in de voorbereiding werd op de voet gevolgd door Benítez. In augustus 2009 wordt Kelly opgeroepen voor Engeland onder de 20 voor de wedstrijd tegen Servië. Hij maakt zijn debuut en Engeland onder de 20 wint met 5-0. Hij speelde vervolgens alle wedstrijden op het WK onder de 20 in Egypte.
Hij maakte zijn eerste competitieve start voor Liverpool tegen Olympique Lyon in de UEFA Champions League op 20 oktober 2009. Hij raakte in die wedstrijd geblesseerd in de 74 minuut. Dat zette hem een tijd aan de kant. Hij werd beloond voor zijn goede spel als 'Man of the Match'.

### Uitgeleend aan Huddersfield Town
Op 26 maart 2009, toen in Engeland de transferperiode voor verhuren sloot, werd Kelly voor de rest van het seizoen verhuurd aan Huddersfield Town. Hij maakte zijn debuut voor de 'Terriers' op 31 maart 2009, tegen Bristol Rovers in het Memorial Stadium. Huddersfield won de wedstrijd met 2-1. Op 18 april scoorde hij zijn eerste goal in het betaald voetbal tegen Walsall. De wedstrijd eindigde in 3-2. Tevens was zijn goal de winnende.

## Erelijst
| League Cup | 1x | 2011/12 |

1 Henderson ·
2 Ward  ·
3 Mitchell ·
4 Holding ·
5 Lacroix ·
6 Guéhi ·
7 Sarr ·
8 Lerma ·
9 Nketiah ·
10 Eze ·
11 França ·
12 Muñoz ·
14 Mateta ·
15 Schlupp ·
16 Andersen ·
17 Clyne ·
18 Kamada ·
19 Hughes ·
20 Wharton ·
26 Richards ·
28 Doucouré ·
30 Turner ·
31 Matthews ·
34 Riad ·
Chalobah ·
Moulden ·
Coach: Glasner
1 Hart ·
2 Johnson ·
3 Cole ·
4 Gerrard  ·
5 Kelly ·
6 Terry ·
7 Walcott ·
8 Henderson ·
9 Carroll ·
10 Rooney ·
11 Young ·
12 Baines ·
13 Green ·
14 Jones ·
15 Lescott ·
16 Milner ·
17 Parker ·
18 Jagielka ·
19 Downing ·
20 Oxlade-Chamberlain ·
21 Defoe ·
22 Welbeck ·
23 Butland ·
Coach: Hodgson